# ساق عروس (سرده)
ساق عروس، یا اِچِوریا (نام علمی: Echeveria) نام یک سَرده (جنس) از تیره گل‌نازیان است.
ساق عروس‌ها بومی مناطق نیمه بیابانی آمریکای مرکزی از مکزیک تا تا شمال غربی آمریکای جنوبی هستند. جنس ساق عروس در حدود ۱۵۰ گونه مختلف دارد که همگی گیاهانی همیشه سبز با برگ‌های گوشتی و قامتی کوتاه هستند که برگ‌ها حول محور مرکزی به شکل چرخشی قرار می‌گیرند و منظره‌ای بسیار زیبا را به وجود می‌آورند.
برخی از نمونه‌های ساق عروس همانند به Echeveria Glauca با برگ‌هایی سبز – آبی و Echeveria Elegans با برگ‌هایی گوشتی به رنگ سبز- آبی با حاشیه‌هایی صورتی- قرمز رنگ و Echeveria secunda با برگهایی متراکم، با نوک نسبتاً تیز، به رنگ سبز و حاشیه‌هایی صورتی – قرمز رنگ از جمله نمونه‌های محبوب هستند. گیاهان ساق عروس کند رشد هستند و اگرچه اغلب آنان ۱۰–۵ سانتمتر طول دارند اما به تدریج و با رشد پاچوش‌ها از کنار گیاهان مادری، بر روی زمین گسترده می‌شوند و و حداقل ۱۰ سانتیمتر و حداقل ۵۰ سانتیمتر (البته بعد از چند سال) بر روی زمین فضا را اشغال می‌کند.

## نگارخانه

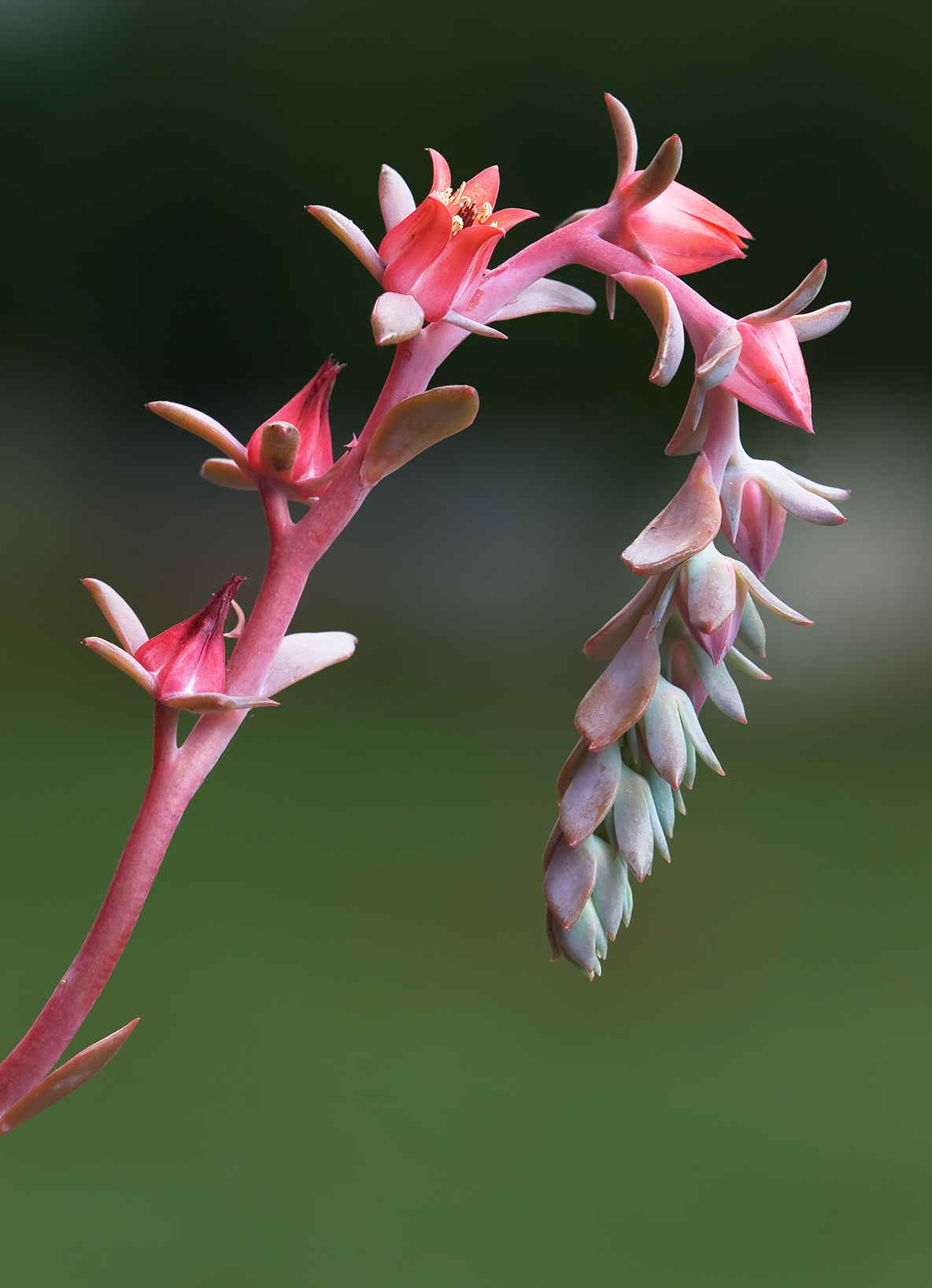
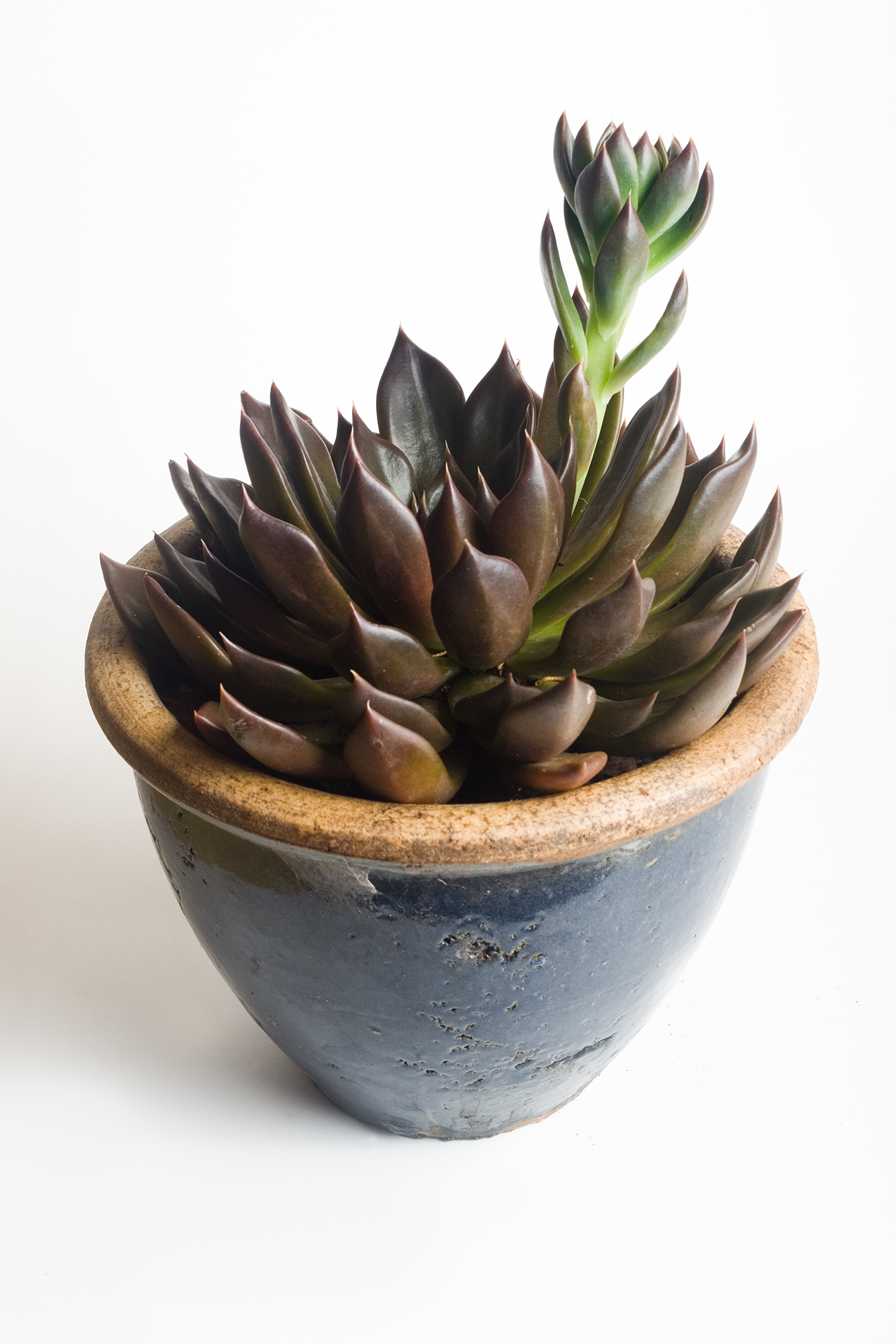